# Walther Funk
Walther Emanuel Funk (ur. 18 sierpnia 1890 w Trakenach, zm. 31 maja 1960 w Düsseldorfie) – niemiecki ekonomista, polityk NSDAP, prezes Reichsbanku, minister gospodarki III Rzeszy (1938–1945).

## Życiorys
Studiował na uniwersytecie w Berlinie. W czasie I wojny światowej walczył w oddziale piechoty.  
Później pracował jako dziennikarz, a w 1922 został głównym redaktorem prawicowo – centrowej gazety „Berliner Börsenzeitung”. Zrezygnował z pracy w gazecie w 1931 i wstąpił do NSDAP; dzięki kontaktom z Gregorem Strasserem spotkał się w końcu z Adolfem Hitlerem. Został wybrany na deputowanego do Reichstagu w 1932. Od marca 1933 roku był sekretarzem stanu w Ministerstwie Oświecenia i Propagandy Rzeszy (zastępcą Josepha Goebbelsa). W 1938 zastąpił Hermanna Göringa na stanowisku ministra gospodarki Rzeszy, a w 1939 Hjalmara Schachta na stanowisku prezesa Reichsbanku.
Stanął przed Międzynarodowym Trybunałem Wojskowym w Norymberdze i został skazany na dożywotnie więzienie. Osadzony w Spandau, został zwolniony z więzienia w 1957 z powodu problemów zdrowotnych; zmarł w Düsseldorfie trzy lata później.